# Erica alnea

## Đặc điểm
Erica alnea là một loài thực vật có hoa trong họ Thạch nam. Loài này được E.G.H.Oliv. mô tả khoa học đầu tiên năm 1995.
Cây có tràng hoa hình elip rộng, bao phấn không có lông đặt trên các sợi ngắn, rộng và có lông cứng ngắn ở mép ngoài của nang, bầu nhụy nhẵn dạng hình trụ nhô ra xa.

## Hình thái
Loài cây này thuộc cây bụi cao đến 60cm, phân nhánh nhiều, rậm rạp và mọc lan rộng ở những nơi râm mát. 
Cành có có lông thưa, không có gân dưới lá, vỏ màu xám, bong tróc không đều. Lá  xòe, mọc ở các cây trong bóng râm, kích thước 2,0-2,5 x 0,6 mm, hình elip thẳng, phẳng gần trục với mép nhọn, phía xa lồi và có rãnh, nhẵn và có lông ngắn; cuống lá dài ± 0,5 mm, có lông, mặt khác nhẵn.
Hoa nhỏ, màu hồng, có 3 đến 6 hoa ở đầu cành; cuống dài ± 2 mm, nhẵn hoặc thỉnh thoảng có lông ngắn ở gốc; lá dài ± 0,5 mm, hình mác thuôn dài, hơi có rãnh ở dưới chóp, có lông mao. 
- Đài hoa 4 thùy, ở phần dưới, nhẵn, thùy rộng hình trứng, có lông tơ, màu hồng.
- Tràng hoa có 4 thùy, hình elip rộng, kích thước 2,0 x 1,5 mm, nhẵn, màu hồng, các thùy tròn rộng, dựng đứng đến cong, bằng 1/3 chiều dài tràng hoa.
- Có 8 nhụy hoa nằm giữa hoa, sợi dài ± 0,5 mm, thuôn dài, gần như thẳng, nhẵn; bao phấn dựng đứng, có nhiều lông, nhẵn, có hình elip, kích thước 0,8 x 0,3 mm, có một vài sợi lông cứng dài ± 0,15 mm ở mép gần trục.
- Bầu nhụy 4 ngăn, 8 thùy, hình cầu và có khía, 0,5 x 0,7 mm, nhẵn, không có mật hoa ở gốc, 20-26 noãn mỗi ô; dạng dài 0,5-1,0 mm, nhẵn, màu đỏ; đầu nhụy hình lục giác, màu đỏ.
- Quả hình cầu, 1,4 x 1,0 mm, không có vách ngăn ở trục trung tâm; hạt 0,2 x 0,1 mm, hình elip nhỏ, có góc không đều, các góc thường nhọn, màu vàng đến nâu vàng. Hoa nở từ tháng 5 đến tháng 10 tùy địa phương.

## Phân bổ
Chúng sống từ khu vực Worcester/Ceres với một vùng ngoại lệ ở trung tâm Cedarberg về phía bắc. Cedarberg tới Hex River Mtns và Villiersdorp.